# Operacija Vegetarijanac
Operacija Vegetarijanac (engl. Operation Vegetarian) bila je planirana vojna operacija Ujedinjenog Kraljevstva tijekom Drugog svjetskog rata, prema kojoj su bacajući spore antraksa na njemačke pašnjake namjeravali ubiti milijune Nijemaca i natjerati Treći Reich na predaju.

## Pozadina
U proljeće 1942., kada je veliki dio Europe već bio pod kontrolom Trećeg Reicha, Britanci su strahovali kako bi Njemačka mogla izvršiti invaziju na britansko otočje. U tom trenutku, biološko naoružanje smatralo se jednim od najjačih aduta kojim bi se nekoga prisililo na predaju. Zbog sve jačeg i bržeg napredovanja njemačke vojske, Britanci su započeli s razvojem vlastitog biološkog oružja, koje je za cilj imalo uništiti njemačku naciju, gospodarstvo i okrenuti rat u njihovu korist. Stoga je predsjednik vlade Winston Churchill zaposlio dr. Paula Fildesa, ravnatelja odjela biologije u tajnom vojnom pogonu Porton Down. Fildes je trebao pronaći način iskorištavanja nekog od bioloških sredstava (agensa) kako bi zaustavio njemački ratni stroj.

## Ideja
Fildes je ubrzo došao na ideju bacanja stočne hrane otrovane (kontaminirane) bakterijom Bacillus anthracis, koja uzrokuje antraks, na njemačke pašnjake. Popularno zvani „stočni kolači“, prema Fildesovom mišljenju, gotovo trenutno bi izbrisali opskrbu mesom i posljedično uzrokovali veliki broj mrtvih uz katastrofičnu kontaminiranost tla sporama antraksa. Britanska vojska prihvatila je plan i tajno započela proizvodnju pet milijuna kontaminiranih „stočnih kolača“ koji su trebali biti bačeni na Njemačku pomoću posebno uređenih 12 bombardera.

## Ispitivanje
U zimu 1942. i proljeće 1943., Britanci su odlučili testirati svoje novo oružje na otoku Gruinard u Škotskoj, koji je bio u privatnom vlasništvu. Vlada je preuzela vlast nad otokom i obećala vlasnicima da će ga moći ponovno kupiti po cijeni od 500 funti nakon što ispitivanje bude završeno. Na otok je dovedeno krdo ovaca, a mala eksplozivna naprava postavljena je pored „stočnih kolača“ kontaminiranih bakterijom. Pritom je korištena velika količina spora zbog čijeg su raspršivanja ovce uginule u nekoliko dana. Međutim, istraživači koji su provodili ispitivanje ubrzo su shvatili da je mala eksplozija kontaminirala čitavi otok koji je potom stavljen u karantenu na neodređeno vrijeme.
Kontaminirane lešine ovaca su zakopane, ali jedna od njih završila u moru i otplutala do škotske obale. Jedan pas pojeo je dio te lešine i prenio smrtonosnu bolest na nekoliko drugih pasa, koji su potom bolest proširili među stokom i mjesnim kućnim ljubimcima. U konačnici je oko stotinu životinja umrlo od antraksa, dok su vlasti uspjele staviti područje u karantenu prije nego što se bakterija proširila na ljude. Vlasti su stanovnicima nadoknadili štetu, ali je istina dugo ostala skrivena, sve do sredine 1980-ih, kada su dokumenti o incidentu pušteni u javnost. Debakl na otoku Gruinard nije spriječio Britance da nastave s Operacijom Vegetarijanac. Do projeća 1944. pet milijuna „stočnih kolača“ bilo je spremno za izbacivanje na Njemačku. Posebno preuređeni bombarderi čekali su samo Churchillovu zapovjed, koja nikad nije izrečena.